# Ахікар
Ахікар (Ахіакар, івр. אחיקר; VIII-VII ст. до н. е.) — відоме ім'я в арамейській традиції. За легендами, писар царів Ассирії Сін-аххе-еріба (705-680 рр. до н. е.) та Асархаддона (680-669 рр. до н. е.). Відомий збіркою своїх повчань відомий як «Слова Ахікара», що є найдавнішим відомим арамейським літературним твором. Ім'я Ахіакара згадується у Старому Завіті (Книга Товита).
Найдавнішим зразком є фрагментарний папірус із чотирнадцяти колонок (можливо, спочатку двадцяти однієї): I-II колонки — початок розповіді; III-XVI — збірка висловів; XVII-XIX — решта розповіді та XX — місце для останньої колонки. Знайдений у 1907 році в руїнах єврейського поселення на острові Елефантина у Верхньому Єгипті, папірус є копією, що датується кінцем V ст. до н.е.
До відкриття Елефантини Ахікар був відомий у кількох набагато пізніших версіях, найважливішими з яких є сирійська та вірменська. Текст містить два тексти. Перший — це оповідь, яскрава історія про інтриги, що відбуваються при дворі ассирійських царів Сін-аххе-еріба та Асархаддона (VIII–VII століття до н.е.), і розповідає про мудрого радника на ім'я Ахікар та його підступного племінника Надав. Другий — це збірка мудрих висловів (дві збірки в пізніх версіях, одна арамейською). Давні дебати щодо правильного порядку висловів, схоже, були вирішені нещодавнім дослідженням, яке переставило їх відповідно до частково стертого підтексту, що містить низку послідовних дат.
Розділ арамейського тексту, присвячений мудрості, містить близько ста висловів: афоризмів, загадок, настанов тощо, багато з яких неповні. Вони демонструють багато паралелей з літературою мудрості інших народів Близького Сходу, зокрема Вавилонії. Біблійних паралелей з арамейською мовою небагато; пізніші версії мають більше (наприклад, притчі про царя дерев (Судді 9.7-15) і оповідь про Амасія — царя юдейського та Йоаса — царя ізраїльського (II Царі 14)). Арамейський текст неєврейського походження, але на час написання книги Товита (бл. II ст. до н.е.) ця історія була відома серед євреїв за межами Елефантини, а сам Ахікар зображувався як юдей.
Книга Товита 11.19:
| Прибули також Ахіяхар і Надав, братаничі Товита, щоб з Товією повеселитись. Сім днів тягнулося весілля. |
Книга Товита 14.10:
| Глянь, моя дитино, що Надав зробив Ахіяхарові, який виховав його! Хіба не звів його живим у могилу? І відплатив йому Бог за те знущання ввічі: Ахіяхар вийшов до світла Божого, а Надав спустився у темряву відвічну, бо намагався вбити Ахіяхара. За свої добродійства цей урятувався від сіті смерти, що Надав поставив на нього, а Надав потрапив у сіть смертну й там загинув. | (переклад Івана Хоменка)
Декілька прикладів висловів Ахікара:
- Удар для слуги, / догана для рабині, / і для всіх твоїх слуг - дисципліна!
- Цар прекрасний, як Шамаш, / і велич його славна / для тих, хто з миром ступає по землі.
- Я носив солому і тягав сіль, / але немає нічого більш обтяжливого, ніж [борг].